# Regen (Baviera)
Regen es la ciudad capital del distrito de Regen, en el estado federado de Baviera (Alemania), con una población a finales de 2016 de unos 10 884 habitantes.
Se encuentra ubicada al este del estado, en la región de Baja Baviera, en el bosque bávaro a la orilla del Río Regen —un afluente izquierdo del Danubio— y de la frontera con República Checa.